# 핫스팟 실드
핫스팟 실드(Hotspot Shield)는 앵커프리(AnchorFree, Inc.)에서 운영하는 공용 VPN 서비스이다. 핫스팟 실드는 이집트, 튀니지, 리비아에서 열린 아랍의 봄 시위 동안 정부 검열을 우회하는 데 사용되었다.

## 개요
핫스팟 실드는 우크라이나와 러시아에 사무실을 두고 있는 체스터 카운티의 회사인 Dnick(전 AnchorFree Inc.)에서 개발하고 운영한다. 첫 번째 핫스팟 실드 클라이언트 앱은 2008년 4월 윈도우 및 macOS 운영체제용으로 출시되었다. 2011년과 2012년에는 각각 iOS와 안드로이드에 대한 지원을 포함하도록 확장되었다.
핫스팟 실드 클라이언트는 지원되는 공용 VPN 서버 중 하나와 암호화된 VPN 연결을 설정하며 이를 통해 사용자는 인터넷에 연결할 수 있다. 연결은 사용자와 서버 간의 트래픽을 도청으로부터 보호하며 클라이언트의 IP 주소는 노출되지 않는다. 이 서비스는 인터넷에서 사용자를 완전히 익명으로 만들 수는 없지만 개인 정보 보호 및 보안을 크게 향상시킬 수 있다. 사용자는 자국 외부에 있는 VPN 서버에 연결하여 핫스팟 실드를 사용하여 검열을 우회할 수 있다. 클라이언트 소프트웨어와 서비스는 모두 부분 유료화이다. 클라이언트 앱의 주요 기능과 다수의 공용 서버를 무료로 사용할 수 있지만, 광고 제거, 바이러스 백신, 보호, 더 많은 서버에 연결 및 연결되는 서비스의 지리적 위치 선택 등의 추가 기능을 사용하려면 사용자가 비용을 지불해야 한다.